# Albada, interludi i dansa
Albada, interludi i dansa és una obra musical per a orquestra simfònica escrita l'any 1936 pel compositor català Robert Gerhard. Fou escrita per a una sèrie de transmissions radiofòniques de la BBC i amb elles el compositor llançava un missatge vital als seus amics en els durs moments de la Guerra Civil espanyola. Evoca melodies populars i mostra la seva plena identificació amb la causa republicana, sempre des d'una impecable factura i un ús ben mesurat del material d'arrel popular que adquirirà una nova dimensió en les seves següents obres.

## Context
En aquella època, l'interès per la música tradicional per Gerhard es converteix en una declaració d'identitat, símbol de llibertat i reivindicació durant la Guerra Civil. Juntament amb Eduard Toldrà, Frederic Mompou, Joan Lamote de Grignon, Baltasar Samper, Manuel Blancafort, Joan Gibert-Camins i Agustí Grau, motivats per donar un major impuls a l'activitat creativa del moment, es crea l'Associació de Compositors Independents de Catalunya (CIC) o Grup de Barcelona. La seva activitat com a compositor torna a ocupar un lloc important a la seva vida i obres com aquesta i L'alta naixença del Rei En Jaume (1932) mostren un Gerhard posseïdor d'una maduresa, un gran ofici i un llenguatge molt personal.

## Estrena
Aquesta obra es va estrenar a Barcelona l'any 1937, amb poc temps de diferència al moment de l'estrena del ballet Ariel. Fou dirigida per Joan Lamote de Grignon. I a Londres en el festival de la Societat Internacional per la Música Contemporània de l'any 1938, per Hermann Scherchen, essent molt elogiada per Béla Bartók.

## Composició
Aquesta obra consta de tres moviments la durada dels quals oscil·la als onze minuts en total:
I. Albada.
II. Interludi
III. Dansa
Aquestes peces, juntament amb Soirées de Barcelona, contenen melodies populars catalanes que coexisteixen juntament amb les dissonàncies. Albada també és, segons Letícia Sánchez, una peça que procura ressaltar els valors culturals definits per la República i el nacionalisme català. Julian White considera que es tracta "essencialment d'una peça de música lleugera" i que "el moviment d'obertura una vegada més evoca a la música de cercaviles". Aquesta melodia d'obertura cita també la cançó popular "El bon caçador". En aquesta obra també s'al·ludeix a la cançó catalana El Cotiló, que Gerhard va incloure en les seves catorze Cançons populars catalanes (1928), a la cantata (1932), a Pedrelliana (1941) i també en el clímax dramàtic de la seva Simfonia núm. 4 "Nova York" (1967).